# Maria Bibescu

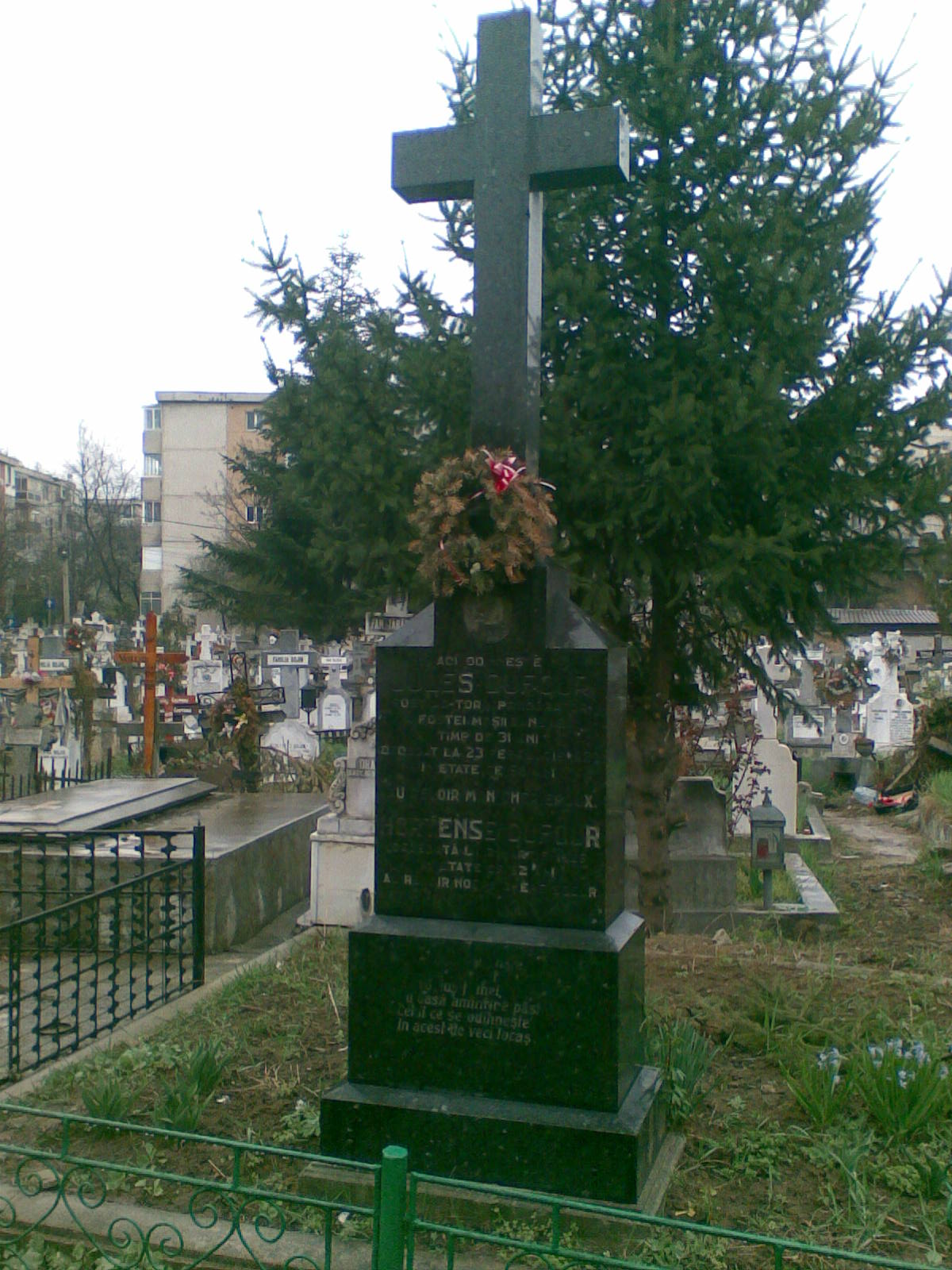
Mormântul soților Jules și Hortense Dufour în Cimitirul Băneasa.

Maria Bibescu, contesă de Montesquiou-Fézensac (n. 1845 – d. 28 februarie 1929, Paris), a fost soția contelui Odon Marie Anatole de Montesquiou-Fézensac (11.02.1836-13.04.1882) și mătușa prințului George-Valentin Bibescu. Maria era fiica domnitorului Gheorghe Bibescu cu a doua sa soție, Marițica Văcărescu-Ghika.
Pe o porțiune din moșia Montesquiou-Fézensac au luat naștere aerodromul Băneasa și comuna suburbană Băneasa, azi cartierul Băneasa din București.
Mormântul d-lui Jules Dufour, fost administrator al moșiei Băneasa, și al soției sale Hortense, se găsește și azi în Cimitirul Băneasa.